# Feldflieger-Abteilung 18
Feldflieger-Abteilung Nr. 18 – FFA 18 jednostka obserwacyjna i rozpoznawcza lotnictwa niemieckiego Luftstreitkräfte z początkowego okresu I wojny światowej.

## Informacje ogólne
W momencie wybuchu I wojny światowej z dniem 1 sierpnia 1914 roku została utworzona we Fliegerersatz Abteilung Nr. 5 i weszła w skład większej jednostki 2 Kompanii Batalionu Lotniczego Nr 3 w Darmstadt. Jednostka została przydzielona do AK VII.
15 stycznia 1917 roku jednostka została przeformowana i zmieniona w Fliegerabteilung 18 Lb - (FA 18 Lb).
W jednostce służyli m.in. Waldemar Klepke później generał Luftwaffe w czasie II wojny światowej.

## Dowódcy eskadry
| Stopień | Nazwisko            | Okres        |
| ------- | ------------------- | ------------ |
| Kapitan | Ernst von Gersdorff | 01.08.1914 - |
| Kapitan | Otto Zimmer-Vorhaus |              |